# کرنوویتسه (ناحیه ویشکوف)
کرنوویتسه (به چکی: Křenovice) یک منطقهٔ مسکونی در جمهوری چک است که در ناحیه ویشکوو واقع شده‌است. کرنوویتسه ۸٫۸۴ کیلومتر مربع مساحت و ۱٬۷۷۶ نفر جمعیت دارد و ۲۰۵ متر بالاتر از سطح دریا واقع شده‌است.